# Giuseppe Schirò (politico)
Giuseppe Schirò (Nizza di Sicilia, 31 maggio 1913 – 8 febbraio 1988) è stato un politico italiano.
Viene candidato nella lista proporzionale nelle elezioni del 1953 dal Partito Comunista Italiano e eletto nella II legislatura.